# کوتاه‌تمساح
کوتاه‌تمساح (نام علمی: Brachychampsa) نام یک سرده از راسته تمساح‌سانان است.